# Maximilian Põdder
Maximilian Põdder (* 19. Junijul. / 1. Juli 1852greg. in Rõika, damals Kirchspiel Kolga-Jaani, Livland; † 2. Oktoberjul. / 15. Oktober 1905greg. in Tallinn) war ein estnischer Schriftsteller und Übersetzer.

## Leben und Werk
Maximilian Moritz Põdder wurde in die Familie eines Schullehrers in der Nähe des südestnischen Dorfs Odiste (Kreis Viljandi) geboren. Er ging von 1867 bis 1873 in Tartu zur Schule. Põdder studierte von 1873 bis 1876 an der Universität Tartu, zuerst Theologie, dann Medizin, allerdings ohne einen formalen Abschluss zu erwerben. Anschließend war er als Hauslehrer tätig.
Põdder entdeckte früh eine journalistische und schriftstellerische Neigung. Eng arbeitete er mit den estnischen Zeitungen seiner Zeit zusammen, vor allem in den Jahren 1886 bis 1896 mit Postimees, Oma Maa sowie Sakala. Daneben war er als Erzieher am renommierten Hugo-Treffner-Gymnasium in Tartu und an einer Privatschule in Tallinn tätig.
Seine Erzählungen sind dem Zeitalter des Nationalen Erwachens der Esten verpflichtet, weisen aber auch darüber hinaus. Sie erschienen zu Lebzeiten nur in Zeitungen. Sein wichtigstes Werk, die einzige längere Erzählung Bob Ellerhein von 1884 (als Buch erst postum 1911 erschienen), behandelt das Leben eines estnischen Intellektuellen vor den politischen und sozialen Herausforderungen der damaligen Zeit. 1888 erhielt er dafür einen Preis der Ehstländischen Literärischen Gesellschaft.
Daneben war Maximilian Põdder einer der produktivsten Übersetzer seiner Zeit ins Estnische. Er war an der Übersetzung von Tolstois Krieg und Frieden beteiligt. Er übersetzte aus dem Deutschen Theodor Hermann Pantenius, aus dem Niederdeutschen Fritz Reuter, aus dem Norwegischen Bjørnstjerne Bjørnson und aus dem Französischen unter anderem Jules Vernes 20.000 Meilen unter dem Meer.
Daneben gab er eine russische Grammatik (1884) und ein deutsch-estnisches Wörterbuch (1906) heraus.